# Madagaster
Madagaster es un género de plantas con flores perteneciente a la familia Asteraceae.Comprende 5 especies descritas y  aceptadas.

## Taxonomía
El género fue descrito por Guy L. Nesom y publicado en Phytologia 75(1): 97. 1993.

## Especies
A continuación se brinda un listado de las especies del género Madagaster aceptadas hasta agosto de 2012, ordenadas alfabéticamente. Para cada una se indica el nombre binomial seguido del autor, abreviado según las convenciones y usos.
- Madagaster andohahelensis (Humbert) G.L.Nesom
- Madagaster madagascariensis (Humbert) G.L.Nesom
- Madagaster mandrarensis (Humbert) G.L.Nesom
- Madagaster saboureaui (Humbert) G.L.Nesom
- Madagaster senecionoides (Baker) G.L.Nesom